# Glaucops
Glaucops is een vliegengeslacht uit de familie van de dazen (Tabanidae).

## Soorten
- G. hirsutus (Villers, 1789)